# مارلون فوربس
مارلون فوربس (بالإنجليزية: Marlon Forbes)‏ هو لاعب كرة قدم أمريكية أمريكي، ولد في 25 ديسمبر 1971 في بروكلين في الولايات المتحدة.

## وصلات خارجية
- مارلون فوربس على موقع مرجع كرة القدم المحترفة.كوم (الإنجليزية)